# Верный (Ставропольский край)
Ве́рный — хутор в Новоалександровском районе (городском округе) Ставропольского края России. Находился в составе муниципального образования городское поселение Город Новоалександровск (упразднено 1 мая 2017 года).

## География
Расстояние до краевого центра: 86 км. Расстояние до районного центра: 13 км.

## Население
| 1989 | 2002 | 2010 | 2011 | 2012 | 2014 | 2015 |
| ---- | ---- | ---- | ---- | ---- | ---- | ---- |
| 240  | ↘196 | ↘166 | →166 | ↘164 | ↘156 | ↘154 |
| 2016 | 2017 | 2023 |      |      |      |      |
| ↘150 | ↘143 | ↘111 |      |      |      |      |

По данным переписи 2002 года, 69 % населения — русские.

## Инфраструктура
- Дом культуры «Долина»[13]